# Wombats

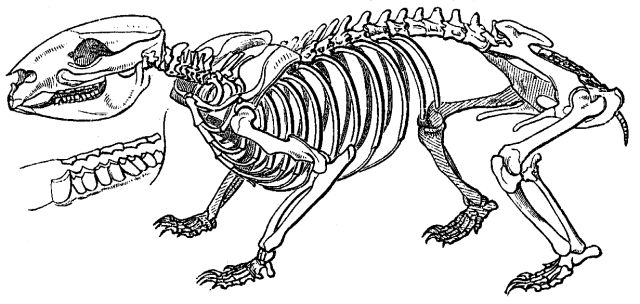
Skelett eines Wombats

Die Wombats (Vombatidae, Plumpbeutler) sind eine Familie in Australien lebender Beutelsäuger (Metatheria), die als höhlengrabende Pflanzenfresser leben. Die Familie besteht aus zwei Gattungen mit insgesamt drei Arten.

## Etymologie
Der Name Wombat stammt aus der nahezu ausgestorbenen Sprache der Darug, eines Stammes der Aborigines, der ursprünglich das Gebiet der heutigen Stadt Sydney bewohnte. Englischsprachige Siedler übernahmen die Bezeichnung, der erste schriftliche Beleg stammt aus dem Jahr 1798. Bei der Schreibweise gab es zunächst Varianten: neben wombat zum Beispiel auch wambat, whombat, wombach, womback oder womat. Wegen ihres dachsähnlichen Aussehens und Verhaltens wurden Wombats auch oft als badger („Dachs“) bezeichnet oder als native badger („einheimischer Dachs“).

## Beschreibung
Wombats erreichen eine Kopf-Rumpf-Länge von 70 bis 120 Zentimetern und ein Gewicht von 20 bis 40 Kilogramm. Ausgewachsene Wombatweibchen übertreffen für gewöhnlich die Männchen in Größe und Gewicht. Ihr Körper ist stämmig gebaut, die Gliedmaßen sind kurz und kräftig. Die breitsohligen Füße enden in fünf Zehen, von denen die Vorderfüße fünf und die Hinterfüße vier große, sichelförmig gekrümmte Grabkrallen tragen. Der große Kopf ist breit und die Ohren sind mittellang, rundlich bis dreieckig. Die Augen sind relativ klein und das Nasenfeld ist je nach Art nackt oder behaart. Der Schwanz ist zu einem kleinen nackten Stummel reduziert. Das vergleichsweise feste Haar ist kurz bis mittellang und variiert je nach Wombatart von gelb-, grau- bis schwarzbraun.
Bemerkenswert ist das unter den Beuteltieren einzigartige Gebiss, das Ähnlichkeiten mit dem der Nagetiere aufweist. Im Ober- und Unterkiefer befinden sich je ein Paar wurzellose Schneidezähne, die Backenzähne sind einfach gebaut und ebenfalls wurzellos. Hierdurch wachsen die Zähne beständig nach, und die Tiere sind in der Lage, hartes, abrasives Futter zu fressen. Da die Eckzähne fehlen, klafft zwischen Vorder- und Backenzähnen eine Lücke (Diastema). Die Zahnformel lautet 1/1-0/0-1/1-4/4, somit haben Wombats mit insgesamt 24 die wenigsten Zähne aller Beuteltiere.

## Verbreitung
Wombats leben im südlichen und östlichen Australien, in den Bundesstaaten South Australia, Victoria, New South Wales, Queensland und Tasmanien.

## Lebensweise
Wombats zählen zu den größten grabend lebenden Säugetieren. Mit ihren scharfen Krallen schaffen sie Wohnhöhlen, die sie zu komplexen Tunnelsystemen ausweiten können. Diese Höhlen können bis zu 20 Meter lang sein und 3,5 Meter tief liegen. Wombats sind Einzelgänger. Die Tunnelsysteme mehrerer Wohnhöhlen können jedoch miteinander verbunden sein, so dass Kolonien mit mehreren Tieren entstehen.
Wombats besitzen einen Aktionsraum, der je nach Umweltgegebenheiten 5 bis 25 Hektar groß sein kann. Wenn sich die Aktionsräume überlappen, können diese zu unterschiedlichen Zeiten von verschiedenen Wombats besucht werden. Die Tiere sind überwiegend nachtaktiv, tagsüber ruhen sie in ihrem Bau, in der Dämmerung und nachts gehen sie auf Nahrungssuche. Männliche Wombats zeigen Drohgebärden, zum Beispiel gegenüber Nahrungskonkurrenten: Der Kopf wird von Seite zu Seite geschwenkt, die Zähne gebleckt und mit ihnen geknirscht, zudem wird geknurrt. Dies ist oft ausreichend, um einen Eindringling zu vertreiben. Bekannt ist auch das Verscheuchen von Eindringlingen durch Hinterherjagen. Kommt es zu Kämpfen, kann es zu ernstzunehmenden Bissverletzungen kommen.

Erwachsene Wombats haben wenige natürliche Gegner; ihr größter Fressfeind ist der Dingo. Ihr Hinterteil ist durch eine dicke Haut, Knorpel und Knochen verstärkt. Hiermit können sie bei Gefahr den Zugang zur Wohnhöhle blockieren und so die meisten Angreifer abwehren oder an der Decke der Höhle erdrücken. Für die weitaus meisten Tötungen sind Menschen (auch der Straßenverkehr) verantwortlich. In Gegenden, in denen der menschliche Einfluss gering ist, wird die Größe der Population durch die Verfügbarkeit der Futterpflanzen beeinflusst. Wombats können über kurze Strecken Geschwindigkeiten von bis zu 40 km/h erreichen und entziehen sich Gefahren auch durch Klettern und Schwimmen.

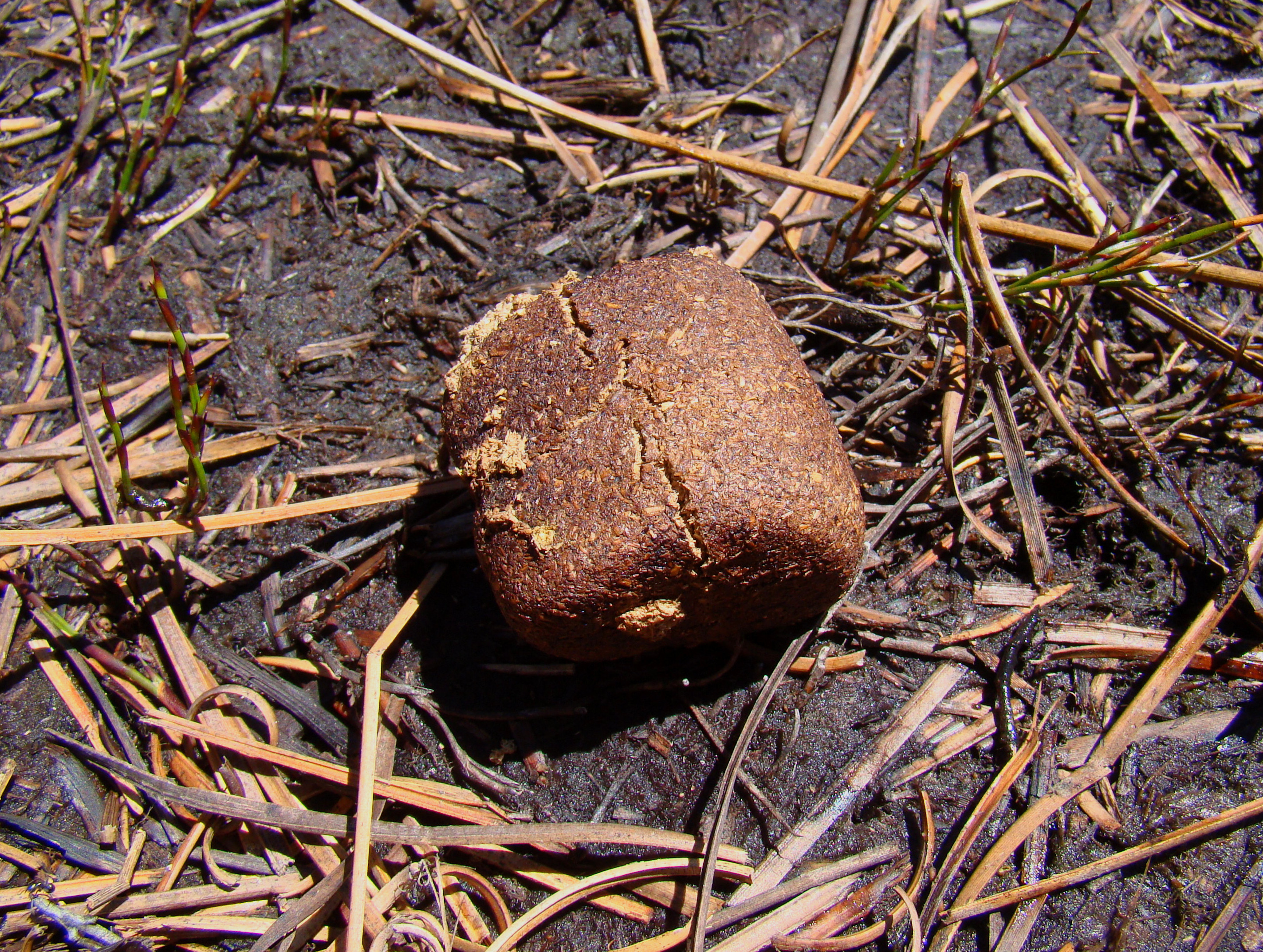
Würfelförmiger Wombatkot

Als Revier wird meist der bevorzugte Futterplatz durch Kot markiert und durch aggressives Verhalten verteidigt. Der Kot ist würfelförmig, von ihm werden täglich 80 bis 100 Stück abgegeben. Die außergewöhnliche Form entsteht während der Darmpassage durch Grate in der Darmwand, der After ist nicht beteiligt. Es wird angenommen, dass die Form dazu dient, dass die Kotmarkierungen nicht von den exponierten Stellen herabrollen, auf die sie abgesetzt werden. Für eine amerikanisch-australische Studie zu diesem Thema aus dem Jahr 2018 wurde 2019 der sogenannte Ig-Nobelpreis verliehen. Anfang 2021 wurde von der gleichen Forschergruppe eine mathematische Rekonstruktion der Darmbewegungen publiziert, die für das Formen der Würfel verantwortlich ist.

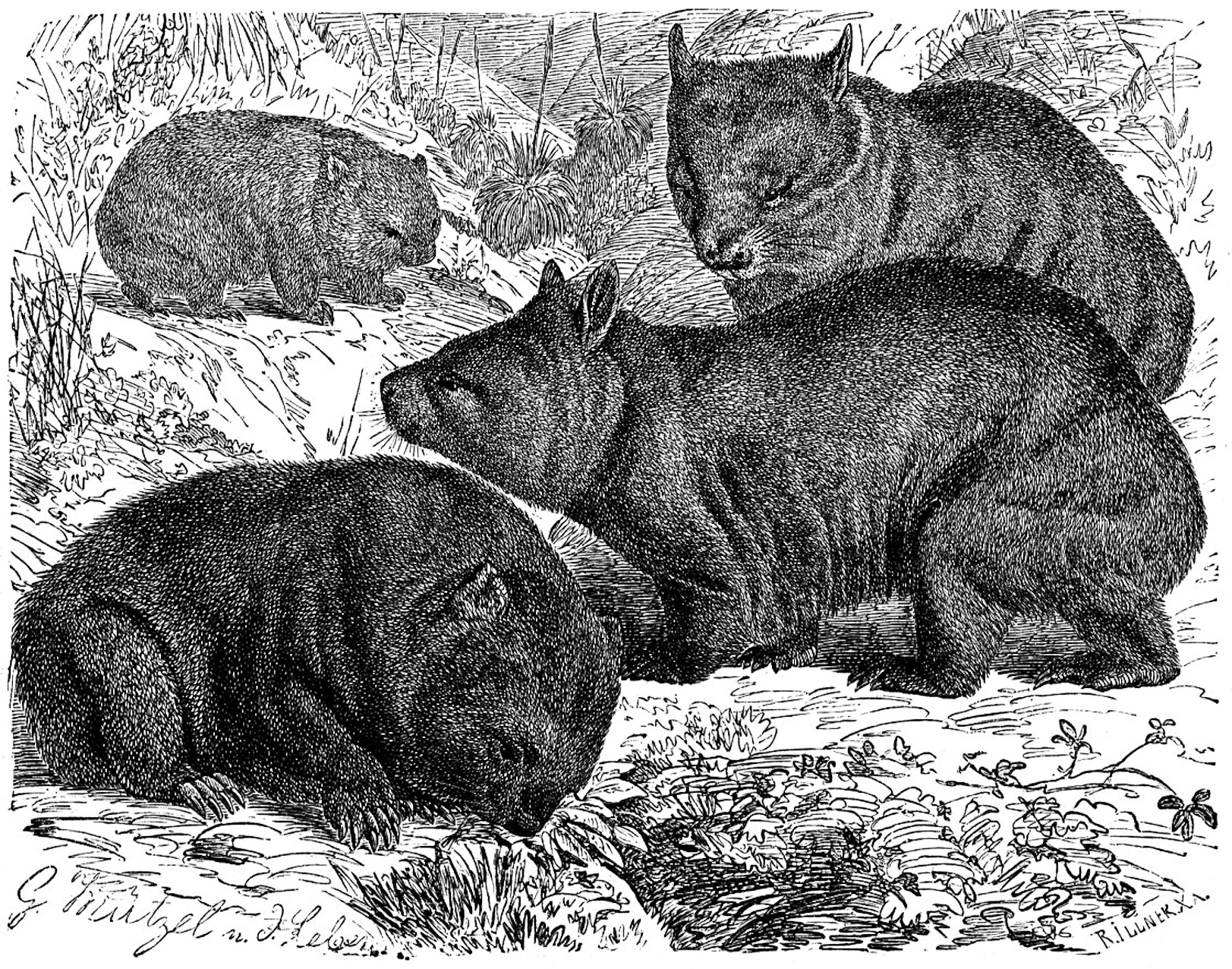
Wombats
(Zeichnung aus Brehms Tierleben von 1884)

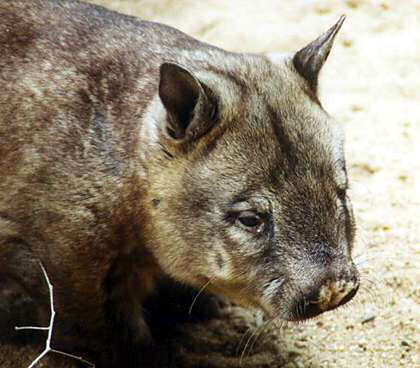
Südlicher Haarnasenwombat

## Ernährung
Vorzugsweise in der Abendzeit verbringen Wombats zwischen drei und acht Stunden mit Grasen. Gefressen werden hauptsächlich einheimische, aber auch eingeschleppte Gräser, wobei junge Triebe bevorzugt werden, weiterhin krautige Pflanzen und Moose, seltener auch Wurzeln von Sträuchern und Bäumen, sowie Pilze.
Die Möglichkeit, Nahrung gezielt auszuwählen, wird durch die geteilte Oberlippe unterstützt. Hierdurch können die Schneidezähne sehr nah an den Boden gebracht und die kürzesten grünen Triebe erfasst werden. Der Geruchssinn spielt bei der Futterauswahl für diese überwiegend nachtaktiven Tiere vermutlich eine große Rolle.
Wombats sind sehr gute Nahrungsverwerter mit einem sehr langsamen Stoffwechsel. Um eine Mahlzeit zu verdauen, brauchen sie bis zu drei Tage. Wombats gehören außerdem zu den effizienten Wasserverwertern unter den Säugetieren. (Zum Vergleich: Die ebenfalls an australische Verhältnisse angepassten Kängurus verbrauchen viermal so viel Wasser.)

## Fortpflanzung

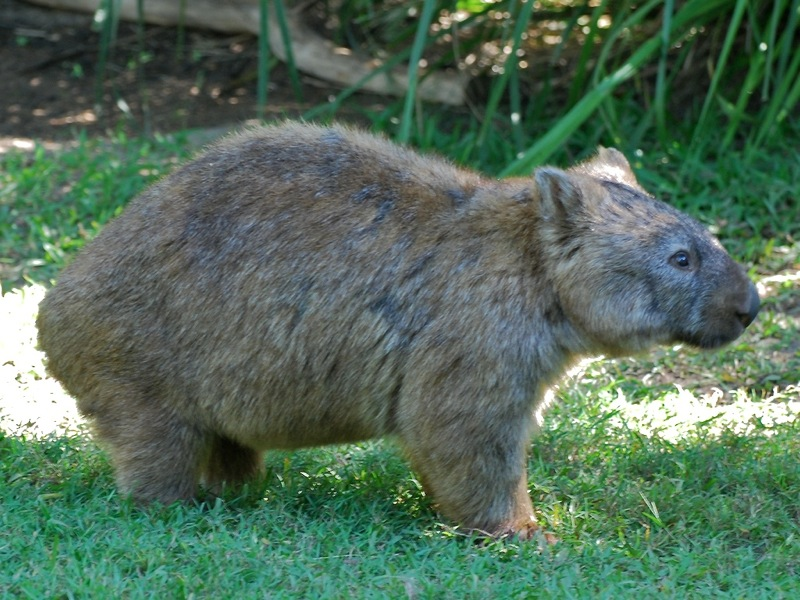
Nacktnasenwombat

Wombats vermehren sich üblicherweise das ganze Jahr über, in sehr trockenen Gegenden allerdings eher saisonal. Weibchen haben einen nach hinten geöffneten Beutel, sodass dieser bei der Bauaktivität nicht mit Erde vollgeschaufelt wird. Es wird fast immer nur ein Junges aufgezogen. Der Nachwuchs wächst sechs bis acht Monate lang im Beutel heran und bleibt dann noch etwa ein Jahr in der Nähe der Mutter.
Die Geschlechtsreife wird nach zwei Jahren erreicht. Die Lebenserwartung beträgt in Freiheit mindestens fünf, in Gefangenschaft über 20 Jahre. Der nach Angaben des Duisburger Zoos älteste in Gefangenschaft gehaltene Wombat, ein Weibchen, wurde 34 Jahre alt. Er befand sich neun Jahre in diesem Zoo und starb Anfang September 2008.
Er war auch für die Welterstzucht in einem Zoo der tasmanischen Unterart des Nacktnasenwombats verantwortlich.

## Systematik

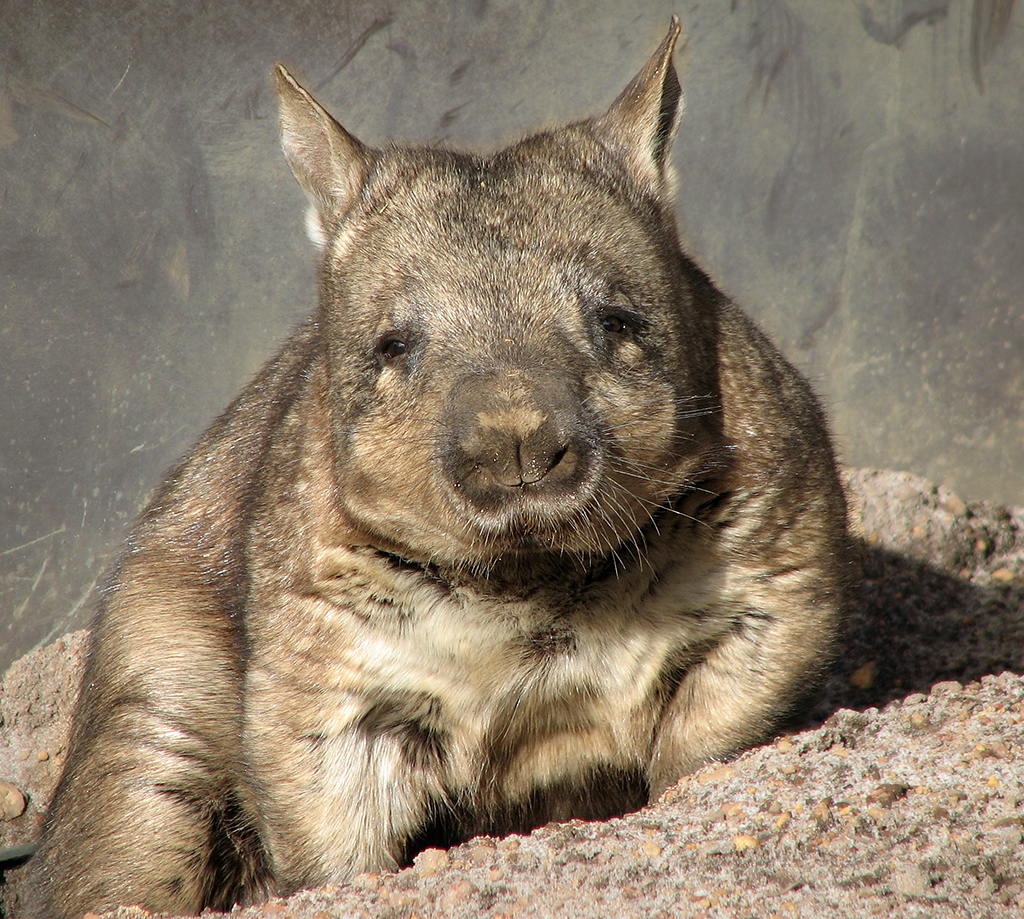
Haarnasenwombat

Wombats gehören zur Ordnung Diprotodontia, die durch gemeinsame Merkmale des Kieferbaus und der Fußknochen definiert wird. In dieser Ordnung sind auch Kängurus, Kletterbeutler und Koalas zu finden.
Die Familie der Vombatidae umfasst zwei lebende Gattungen: Nacktnasenwombats (Vombatus) und Haarnasenwombats (Lasiorhinus). Fünf weitere Gattungen sind ausgestorben.
Man unterscheidet die folgenden drei Arten in zwei Gattungen:
- Nacktnasenwombat (Vombatus ursinus)
- Nördlicher Haarnasenwombat (Lasiorhinus krefftii)
- Südlicher Haarnasenwombat (Lasiorhinus latifrons)

Das Auftreten wombatähnlicher Tiere kann bis rund 25 Millionen Jahre (Oligozän) zurückverfolgt werden. Die Familie der Vombatidae trat vor rund 18 Millionen Jahren (Miozän) auf.
Die nächstähnliche Tierfamilie ist die der Koalas. Mit ihnen teilen die Wombats Ähnlichkeiten u. a. im Gebissaufbau, der Schädelbasis und dem sichelförmigen Kopf der Spermien. Allerdings gibt es eine Reihe von morphologischen Unterschieden, die beide Familien voneinander trennen.
Ebenfalls den Wombats ähnlich waren die Diprotodons, Beuteltiere von der Größe eines Nashorns, die erst vor rund 40.000 Jahren ausstarben.

## Bedrohung
Mit der Besiedlung Australiens durch die Europäer wurde das Verbreitungsgebiet der Wombats eingeschränkt. Die Gründe dafür liegen in der Zerstörung ihres Lebensraums, in der Nahrungskonkurrenz mit eingeschleppten Arten und in der direkten Bejagung. Vom Nördlichen Haarnasenwombat gibt es nur rund 110 Exemplare, die in einem kleinen Naturpark in Queensland leben. Diese Art wird von der IUCN als stark bedroht eingestuft. Die beiden anderen Arten sind noch häufiger und gelten als nicht gefährdet.

## Belege
1. ↑  Susan Butler: The Dinkum Dictionary: The Origins of Australian Words. Text Publishing, 2009, ISBN 1-921799-10-2, S. 266 (englisch).
2. ↑  Wunder der Tierwelt: Warum Wombats Würfelhäufchen machen. Abgerufen am 20. Januar 2024.
3. ↑  APS -71st Annual Meeting of the APS Division of Fluid Dynamics - Event - How do wombats make cubed poo? In: Bulletin of the American Physical Society. Volume 63, Number 13. American Physical Society (aps.org [abgerufen am 20. Januar 2024]).
4. ↑  Wickelmaschinen und Wombatkot: Ig-Nobelpreise verliehen. Abgerufen am 20. Januar 2024.
5. ↑  Tina Baier: Warum Wombats Würfel koten. 29. Januar 2021, abgerufen am 20. Januar 2024.
6. ↑   Patricia J. Yang, Alexander B. Lee, Miles Chan et al.: Intestines of non-uniform stiffness mold the corners of wombat feces. In: Soft Matter. Band 17, Nr. 3, 2021, S. 475–488, doi:10.1039/D0SM01230K. 
How do wombats poop cubes? Scientists get to the bottom of the mystery. Auf: sciencemag.org vom 27. Januar 2021.
7. ↑  Johnson, C. (2009) S. 64–65